# Néo-luthéranisme
Le néo-luthéranisme est un courant théologique du XIXe siècle qui s'est développé au sein du protestantisme luthérien en réaction contre le rationalisme et le libéralisme théologique. Ce mouvement réaffirme une identité luthérienne distincte au sein du christianisme, et se déclare en particulier opposé à l'union des luthériens avec les calvinistes prônée par le roi de Prusse, Frédéric-Guillaume III de Prusse. Le néo-luthéranisme remet à l’honneur les confessions de foi luthériennes historiques, notamment la Formule de Concorde, mais aussi la liturgie luthérienne traditionnelle.

## Écoles de pensée
On fait remonter l'origine du courant néoluthérien à la prédication de Franz Volkmar Reinhard à l'occasion du nouvel an 1800 (toutefois ses idées restèrent longtemps sans effet) puis aux "thèses" de Claus Harms (de) à l'occasion du 3e centenaire de la Réformation en 1817. Les initiatives du roi de Prusse Frédéric-Guillaume III pour créer à cette même date, sous le nom d'Église protestante de l'Union prussienne, une union luthéro-réformée dans ses états donna un véritable coup de fouet aux idées néo-luthériennes. 
Le néo-luthéranisme est très tôt divisé en deux écoles : 
- les luthériens orthodoxes, dont l'idée essentielle est de restaurer le luthéranisme dans sa forme originelle, et dont les principaux représentants sont Ernst Wilhelm Hengstenberg, Carl Paul Caspari, Gustav Adolf Theodor Felix Hönecke, Friedrich Adolf Philippi et C.F.W. Walther (de)[1],
- l'"école d'Erlangen", appuyée sur la faculté de théologie de Nuremberg-Erlangen qui essaye pour sa part de concilier la théologie des réformateurs avec la science et la pensée modernes. Ses principaux représentants sont Franz Hermann Reinhold von Frank, Theodosius Harnack, Franz Delitzsch, Johann von Hofmann, Karl Friedrich August Kahnis, Christoph Ernst Luthardt et Gottfried Thomasius[1].

## Luthéranisme "haute église"
Le néo-luthéranisme est parfois réduit à la seule théologie et à l'activité de Theodor Kliefoth (de), August Vilmar (de), Wilhelm Löhe (de), August Friedrich Otto Münchmeyer et Friedrich Julius Stahl (de). Ce groupe de théologiens a une conception de l’ecclésiologie particulièrement "haute église". Ils sont polémiques contre l'idée de «l'église invisible», affirmant avec force que l'Église est une institution visible et un signe visible du salut ; ils mettent donc particulièrement l'accent sur le ministère ordonné institué par le Christ et l'importance des sacrements en tant que moyens de grâce. Cependant, contrairement à l'école Erlangen, ce néo-luthéranisme n'a pas d'influence durable sur la théologie luthérienne. À proprement parler, il se développe beaucoup plus tard, en 1917, avec la création du Hochkirchliche Vereinigung Augsburgischen Bekenntnisses (de) et la parution des 95 thèses du pasteur Heinrich Hansen (de), exactement 100 ans après les 95 thèses du prédicateur protestant luthérien Claus Harms (de).

## Influence en Alsace
Le Réveil confessionnel luthérien est incarné en Alsace par Frédéric Horning (1809-1882), pasteur de l’Église protestante Saint-Pierre-le-Jeune de Strasbourg. Tout à fait dans le même esprit que le néo-luthéranisme allemand, il veut renouveler la liturgie et revenir aux chants de la tradition luthérienne. Il insiste sur l'Église et sur la confession de foi, et met l’accent sur la vie paroissiale locale. Lorsqu’en 1848 l’Assemblée luthérienne d'Alsace s’était montré favorable à l’union avec les réformés, il prononça une « mise en garde » et fonda la Société protestante luthérienne dont le propos était de diffuser « une plus grande fidélité aux dogmes traditionnels, et de souligner la place centrale de la justification par la foi face à l’activisme, à l’ascétisme et au sentimentalisme de certains milieux protestants de son temps ».